# Europa '51
Europa '51 (ook bekend als The Greatest Love) is een Italiaanse dramafilm uit 1952 onder regie van Roberto Rossellini.

## Verhaal
Irene en George Girard zijn een welgesteld koppel in het naoorlogse Italië. Tijdens een etentje tracht Irenes zoon Michele voortdurend de aandacht van zijn moeder te trekken. Ze is te druk bezig met haar rol als gastvrouw en schenkt dus geen aandacht aan het kind. Michele probeert daarop zelfmoord te plegen door zich van de trap te laten vallen. Hij breekt daarbij zijn been. In het ziekenhuis belooft Irene haar zoon dat ze in de toekomst een betere moeder zal zijn. Michele sterft echter kort daarna door een bloedklonter. Irene wordt depressief en gaat uiteindelijk te rade bij de communist Andrea Casatti. Hij neemt Irene mee naar de sloppen van Rome en haalt haar ertoe over zich in te zetten voor het lot van de armen. George verdenkt Irene er spoedig van dat zij een affaire heeft met Andrea. Ze verlaat daarom haar man en wordt vervolgens opgepakt door de politie, omdat ze hulp heeft geboden aan een jongen die een misdaad heeft gepleegd. Tijdens haar detentie besluit George haar in een gesticht op te sluiten.

## Rolverdeling
| Acteur           | Personage       |
| ---------------- | --------------- |
| Ingrid Bergman   | Irene Girard    |
| Alexander Knox   | George Girard   |
| Ettore Giannini  | Andrea Casatti  |
| Teresa Pellati   | Ines            |
| Giulietta Masina | Passerotto      |
| Marcella Rovena  | Mevrouw Puglisi |
| Tina Perna       | Cesira          |
| Sandro Franchina | Michele Girard  |